# Стефанссон (остров)
Стефанссон (англ. Stefansson Island) — остров Канадского Арктического архипелага. В настоящее время остров необитаем (2012).

## География

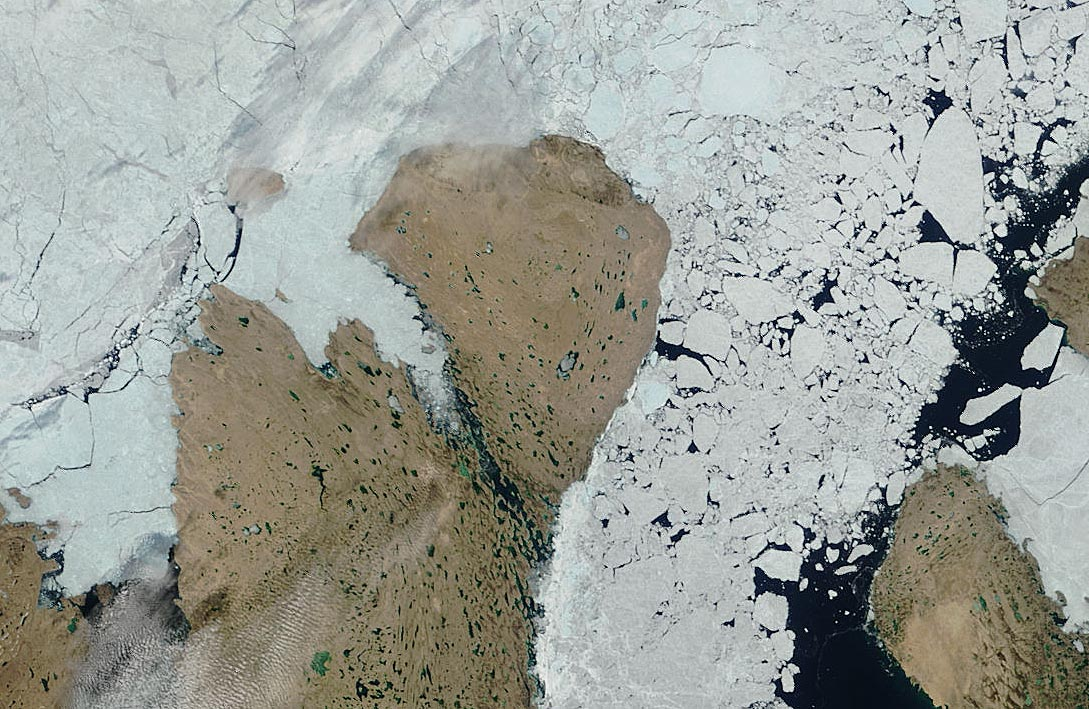
Остров Стефанссон. Аэрокосмический снимок NASA.

Находится в проливе Вайкаунт–Мелвилл, к востоку от полуострова Сторкенсон острова Виктория, от которого отделяется проливом Голдсмит. Максимальная ширина пролива на северо-западе, постепенно он сужается к юго-востоку, а в конечном счёте острова разделяет лишь полоса воды шириной в несколько сот метров. С востока омывается проливом Мак-Клинток. Площадь острова составляет 4 463 км², он занимает 128-е место по площади в мире и 27-е в Канаде. Длина береговой линии 449 км.
Ландшафт острова состоит из низин, невысоких холмов, озёр и ручьёв. Высота острова колеблется от 20 до 150 метров. Полоска возвышенностей протянулась в северной части острова с запада на восток. Максимальная высота равна 256 метров.
Остров назван в честь канадского исследователя Вильямура Стефанссона (1879—1962).